# Дерек Джармен
Де́рек Джа́рмен (англ. Derek Jarman, 31 січня 1942 — 19 лютого 1994), справжнє ім'я Майкл Дерек Елворті Джармен (Michael Derek Elworthy Jarman) — британський режисер-авангардист, художник і сценарист. Володар трьох нагород «Тедді» — спеціального призу Берлінського кінофестивалю за фільми гомосексуальної тематики.

## Життєпис
Дерек Джармен народився в передмісті Лондона Нортвуді 31 січня 1942. Його батько Ланселот Елворті служив у Королівських військово-повітряних силах; мати, Елізабет Евелін Паток походила з сім'ї, пов'язаної з чайними плантаціями і страхуванням в Індії. З 1961 року навчався у Королівському Університеті Лондона, вивчаючи англійську мову, історію та історію мистецтв. Брав участь в роботі драматичного гуртка, роблячи дизайн для спектаклів. Є художнім редактором студентського часопису «Люцифер». З 1963 року відвідував Школу Мистецтв Слейд при Університетському коледжі Лондона де вивчав живопис і театральний дизайн.
До 1970 року Дерек Джармен прийшов в кіноіндустрію вже як відомий театральний декоратор. Він виступав в ролі художника фільму «Дияволи», поставленого Кеном Расселом. C 1971 року Дерек Джармен почав знімати свої перші короткометражні фільми. Працюючи з плівкою «Super 8 mm», він зняв 17 короткометражок до виходу в 1976 року стрічки «Себастьян». До формату «Super 8 mm» Джармен повертався упродовж усього свого життя, використовуючи його і в деяких своїх повнометражних фільмах. Суперечливий для Британії 70-х років «Себастьян» показував події з життя Святого Себастьяна, піднімаючи тему гомосексуальності з позитивної точки зору. При цьому фільм притягнув до себе увагу ще і тим, що був першим фільмом, повністю знятим на латинській мові. Музику для «Себастьяна» написав Брайан Іно, що згодом часто співпрацював з Джарменом.
Наступною роботою Джармена стала культова сьогодні стрічка «Ювілей». У фільмі, що вийшов на екрани в 1978 році, знятому в естетиці панк-рок культури, відображена історія королеви Єлизавети I, що подорожує у часі в XX столітті, зануреному в розруху і хаос. «Ювілей» вважається першим британським «панк-фільмом». У самому фільмі «засвітилися» Тойя Віллкокс, Памела Рук, Нелл Кембелл, Адам Ант, а також групи «Siouxsie and the Banshees» та «The Slits».
У 1979 році Джармен екранізував п'єсу Шекспіра «Буря», після чого протягом 7 років продовжував знімати короткометражні фільми, при цьому збираючи кошти для наступної стрічки «Караваджо». Фільм, присвячений життю італійського художника Караваджо, вийшов в прокат у 1986 року, не в останню чергу завдяки телевізійній компанії «Channel 4». З цієї миті практично усі фільми режисера створювалися за допомогою телевізійних компаній і завдяки цьому демонструвалися на телебаченні. З «Караваджо» також почалася співпраця Джармена з акторкою Тільдою Суїнтон.

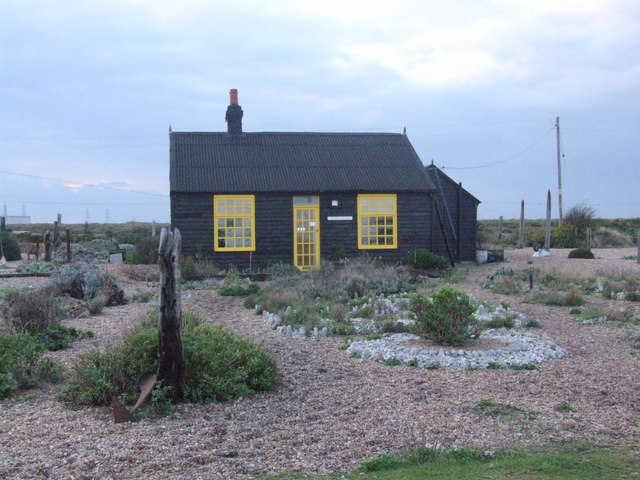
Будинок Дерека Джармена в Dungeness (headland)

22 грудня 1986 року у Джармена було діагностовано ВІЛ. З початку 80-х Дерек Джармен був однією з небагатьох публічних осіб у Великій Британії, що не приховували своєї гомосексуальної орієнтації і що привертали увагу громадськості до проблем СНІДу.
Складнощі, з якими зіткнувся Джармен при створенні «Караваджо», змусили режисера знову повернутися до формату «Super 8 mm»: фільми «Уявний Жовтень» і «Розмова з ангелами» були зняті саме на цю плівку. Також у 1980-ті Джармен активно займався виробництвом музичних кліпів. За ці роки були зняті кліпи для таких груп і музикантів, як «Throbbing Gristle», «Orange Juice», Марк Алмонд, «The Smiths», Matt Fretton і «Pet Shop Boys».
Наступною віхою у творчому шляху Дерека Джармена став фільм «Арія» — музична стрічка, що складається з 10 фрагментів, один з яких, разом з Ніколасом Роугом, Кеном Расселлом, Жаном-Люком Годаром, Робертом Олтменом і іншими зробив Джармен.
У 1988 року вийшла стрічка «На Англію прощальний погляд», присвячена сучасному життю Великої Британії і драматичним змінам, що відбуваються в ній. За цей фільм Джармен удостоївся премії «Тедді».
Під час створення фільмів «Реквієм війни» і «Сад» Джармен важко захворів. Хоча хвороба і не перешкодила закінчити фільми, потім режисер створив лише три фільми. У 1991 року Джармен екранізував «Едуарда II» (за п'єсою Крістофера Марлоу), який присвячений проблемам гомосексуальності і вважається найрадикальнішим фільмом Джармена на цю тему. Потім він зняв псевдобіографічну драму про життя відомого філософа «Вітгентштейн». Не дивлячись на те, що Людвіга Вітгенштейна представлено в ній гомосексуалом, сам Джармен погоджувався, що яких-небудь переконливих підстав вважати філософа таким немає.
Останній фільм Джармена «Блю» був знятий у 1993 року вже сліпим і помираючим від СНІДу режисером. Прем'єра фільму відбулася на каналі британського телебачення «Channel 4» спільно з радіостанцією BBC Radio 3, які одночасно транслювали картинку і звукову доріжку відповідно.
Джармен помер 19 лютого 1994 року. Незабаром після смерті режисера вийшла компіляція його короткометражних фільмів з саундтреком від Брайна Іно «Світляк».

## Особисте життя
Дерек Джармен був відкритим геєм.

## Фільмографія
Перераховані лише повнометражні фільми.
| Рік  | Українська назва            | Оригінальна назва        |
| ---- | --------------------------- | ------------------------ |
| 1993 | Блю                         | Blue                     |
| 1993 | Вітгенштейн                 | Wittgenstein             |
| 1991 | Едуард II                   | Edward II                |
| 1990 | Сад                         | The Garden               |
| 1989 | Реквієм війни               | War Requiem              |
| 1988 | На Англію прощальний погляд | The Last of England      |
| 1987 | Арія                        | Aria                     |
| 1986 | Караваджо                   | Caravaggio               |
| 1985 | Розмова ангелами            | The Angelic Conversation |
| 1979 | Буря                        | The Tempest              |
| 1977 | Ювілей                      | Jubilee                  |
| 1976 | Себастьян                   | Sebastiane               |

## Музичні кліпи
- The Sex Pistols: The Sex Pistols Number One (1976).
- Маріанна Фейтфул: «Broken English», «Witches' Song», and «The Ballad of Lucy Jordan» (1979)
- Throbbing Gristle: TG Psychic Rally in Heaven (1981).
- Steven Hale: «Touch The Radio Dance» (1984).
- Orange Juice: «What Presence?!» (1984).
- Марк Алмонд: «Tenderness Is a Weakness» (1984).
- The Smiths: «The Queen Is Dead», «Panic», «There Is a Light That Never Goes Out» «Ask» (1986)
- Matt Fretton: «Avatar» (1986)
- Pet Shop Boys: «It's a Sin», «Rent», and «Projections».

## Нагороди і номінації
Перераховані основні нагороди і номінації. Повний список див. на IMDb.com [Архівовано 12 серпня 2015 у Wayback Machine.]

### Нагороди
- 1986 — Премії «Срібний ведмідь» та C.I.D.A.L.C. Берлінського кінофестивалю — за фільм «Караваджо»
- 1987 — Спеціальний приз жури Стамбульского кінофестивалю — за фільм «Караваджо»
- 1988 — Премії «Тедді» та C.I.C.A.E. Берлінського кінофестивалю — за фільм «На Англію прощальний погляд»
- 1991 — Особлива згадка журі Берлінського кінофестивалю — за фільм «Сад»
- 1992 — Премії «Тедді» та ФІПРЕССІ Берлінського кінофестивалю — за фільм «Эдуард II»
- 1992 — Премія БАФТА за визначний британський внесок у кіно (Нагорода Майкла Белкона)
- 1993 — Премія Единбурзького кінофестивалю — за фільм «Блю»
- 1993 — Премія «Тедді» Берлінського кінофестивалю — за фільм «Вітгенштейн»
- 1994 — Особлива згадка журі Стокгольмського кінофестивалю — за фільм «Блю»

### Номінації
- 1987 — Премія Каннського кінофестивалю — за фільм «Арія»
- 1991 — Премія Венеційського кінофестивалю — за фільм «Едуард II»
- 1991 — Премія Московського кінофестивалю — за фільм «Сад»